# Den halverede skytte
Den halverede skytte er en dansk kortfilm fra 2001 med instruktion og manuskript af Mikkel Olaf Eskildsen.

## Handling
Installationen består af en videofilm og en fotoserie. De to udtryksformer udgør hver en del af handlingen. Handlingens omdrejningspunkt er, at nye rum og nye identiteter udspringer af halveringer og opløsninger. Filmen er ufuldstændig og fotoserien substituerer filmen.